# Gesine Walther
Gesine Walther (Weißenfels, 6 ottobre 1962) è un'ex velocista tedesca, campionessa mondiale con la staffetta 4×400 metri a Helsinki 1983.

## Biografia
A livello individuale è stata campionessa europea indoor sui 200 metri piani.
Il 3 giugno 1984 a Erfurt con le compagne Sabine Busch, Dagmar Neubauer e Marita Koch stabilì il nuovo record mondiale della staffetta 4×400 metri con il tempo di 3'15"92. Il tempo è tuttora record nazionale tedesco.
Nel 2010 in un'intervista chiese che il suo nome fosse cancellato dall'albo d'oro dei Mondiali di atletica leggera, in quanto la sua medaglia d'oro nella 4×400 m era stata ottenuta grazie al cosiddetto doping di stato, praticato dagli stati dell'Europa dell'est negli anni 1970 e 1980.

## Record nazionali

### Seniores
- Staffetta 4×400 metri: 3'15"92 ( Erfurt, 3 giugno 1984) (Gesine Walther, Sabine Busch, Dagmar Neubauer, Marita Koch)

## Palmarès
| Anno | Manifestazione | Sede     | Evento      | Risultato | Prestazione | Note                  |
| ---- | -------------- | -------- | ----------- | --------- | ----------- | --------------------- |
| 1982 | Europei indoor | Milano   | 200 metri   | Oro       | 22"80       | Record dei campionati |
| 1982 | Europei        | Atene    | 100 metri   | 5ª        | 11"38       |                       |
| 1982 | Europei        | Atene    | 200 metri   | 4ª        | 22"60       |                       |
| 1982 | Europei        | Atene    | 4×100 metri | Oro       | 42"19       | Record dei campionati |
| 1983 | Mondiali       | Helsinki | 4×400 metri | Oro       | 3'19"73     |                       |

## Altre competizioni internazionali
1981
- Coppa Europa di atletica leggera ( Zagabria)

1983
- Coppa Europa di atletica leggera ( Londra)